# Hayato Nakama
Hayato Nakama (仲間 隼斗 Nakama Hayato?, Higashiagatsuma, Gunma, 16 de mayo de 1992) es un futbolista japonés que juega como centrocampista en el Kashiwa Reysol de la J1 League.

## Trayectoria

### Clubes
| Club              | País  | Año       |
| ----------------- | ----- | --------- |
| Roasso Kumamoto   | Japón | 2011-2014 |
| Kamatamare Sanuki | Japón | 2015-2017 |
| Fagiano Okayama   | Japón | 2018-2019 |
| Kashiwa Reysol    | Japón | 2020-2021 |
| Kashima Antlers   | Japón | 2022-2024 |
| Kashiwa Reysol    | Japón | 2025-     |